# Kenisha Awasthi
Kenisha Awasthi (ur. 31 marca 1991 w Mumbaju) – indyjska aktorka, modelka, osobowość telewizyjna i piosenkarka. Najbardziej znana z roli Miss Rity w erotycznym serialu telewizyjnym Mastram. Prelegentka i prezenterka programu naukowego TEDx.
Kenisha Awasthi ma ponad 560 tys. obserwujących na Instagramie, 250 tys. na Facebooku, a jej kanał na YouTube Kenisha Awasthi Official gdzie prezentuje swoje teledyski w 2021 roku osiągnął blisko 25 tys. subskrybentów.